# Puya pseudoeryngioides
Puya pseudoeryngioides är en gräsväxtart som beskrevs av Harry Edward Luther. Puya pseudoeryngioides ingår i släktet Puya och familjen Bromeliaceae.
Artens utbredningsområde är Peru. Inga underarter finns listade i Catalogue of Life.